# ゴールド (ポケットモンスターSPECIAL)
ゴールドは、漫画『ポケットモンスターSPECIAL』に登場する架空の人物である。

## プロフィール
- 性別：男
- 誕生日：7月21日
- 星座：蟹座
- 年齢：11歳(第3章)・13歳(第6章)・16歳(第9章)
- 血液型：B型
- 身長：168cm(第13章時点)
- 体重：52kg(第13章時点)
- 瞳の色：金
- 家族：母
- 出身地：ジョウト地方・ワカバタウン
- 特技：スケートボード・キックボード・ビリヤード・カードゲーム
- 趣味：各地の名産品を味わうこと
- 好きな食べ物：グレン風火山ハンバーグ
- 好きなラジオ番組：クルミのポケソング♪
- 好きなことわざ：一寸のビードルにも五分の魂
- 好きな色：派手な色
- 初登場：第91話 VSヤミカラス
- 登場章：第3章・(第5章)・第6章・(第7章)・(第8章)・第9章・第13章
- 登場巻：8・9・11・12-15・(25)・29・(37)・(40)・41-43
- 口ぐせ：よくあるこった、気にすんな
- 持ち物：ポケモン図鑑（2代目）→（5代目）・ポケギア・ゴーグル・キャンプ用具・キュー（伸縮する特注品）・スケートボード・キックボード（スケートボードと自転車を組み合わせ改造した物）・きあいのハチマキ×6・ポケスロンメダル×5・ボンシェイカー・いかりまんじゅう
- 代名詞：孵す者（ポケモン孵化）
- 人気投票：6位（2005年）→2位（2011年）

## 人物
第3章・第9章のメイン主人公。『ポケットモンスター 金・銀・クリスタル』及び『ポケットモンスター ハートゴールド・ソウルシルバー』の男の子主人公がモデル。一人称は「オレ」。
周りから「ポケモン屋敷」と呼ばれるほど、ポケモンだらけの家で育った少年。その生い立ち故に、ゴールドがタマゴから孵したポケモンは感情や意志を引き継ぎ、潜在能力を最大限引き出す事ができる。なお、実家はかなり広く、前述の通り沢山のポケモンと共に住んでいる事やビリヤード台が置かれている事から、かなり裕福な家庭である模様。
口が悪く、目上にも「~っス」をつけたいい加減な丁寧語(エメラルド曰く、「チンピラみたいな喋り方」)を使う、女好きなどとお調子者の不真面目で軽い性格に見えるが、心には熱い正義感を秘めていて、他人(特にポケモン)の為に自分の命を投げ出すことも厭わない一面もある。また、シニカルな言動を度々見せるなど、歴代図鑑所有者の中ではかなり複雑な性格。また、飯盒や食器を常備しており、料理も一応こなせるが、本人は地方各地の名産品などを買い食いする方が好きな模様。
外見から独自につけたニックネームで呼びかける事が多い。例として、図鑑所有者に呼びかける際にはイエローの｢麦わら君｣・｢麦わらギャル｣、クリスタルの｢超真面目系学級委員ギャル｣、サファイアの｢野生児ギャル｣、ルビーの｢オシャレ小僧｣、エメラルドの｢ミョーチキリンボーイ｣。また、｢先輩｣・｢後輩｣と呼びかける事もあり、第6章ではそちらがよく使われた。イエローの場合は後に年上と認識しているため、第6章では呼び名が｢イエロー先輩｣となっている。
モンスターボールをキューでビリヤードのように打って操作することが得意で、その命中率は百発百中。また、運動神経もなかなかのもので、波間に漂う板切れをサーフボード代わりに乗りこなしたほど。頭の回転が早く鋭い一面を持ち、これらの特技をバトルでも利用して実力差を補うトリッキーな戦法や、ポケモンの長所を活かしたコンビネーションを用いた戦いを好む。元々バトルの実力は高くなかったが、育て屋ばあさんの指導、シロガネ山でのレッドとの特訓、キワメとの究極技の修行もあり現在では単純な力比べにも強い相当な実力者となっている。一方で若い女性が好きなため、自分の師匠が老婆ばかりなことに不満を抱き嘆いている。
スケートボードを愛用しているが、これは元々『ポケットモンスター 金・銀』の開発途上版でスケートボードが自転車に加えて、新たな移動道具として登場する事が紹介された事に由来する。その後、アカネとの対戦で自転車に乗る事を嫌だったゴールドが苦肉の策として自転車のパーツと組み合わせて、キックボードに改良した。第6章・第9章では、再びスケートボードを利用している。
歴代図鑑所有者達は生まれながらの素質や優れた師による英才教育で初期からトレーナーとして優れた者が大半なのに対し、ゴールドはそのような背景や人脈はなく、歴代図鑑所有者の中で幼少期の描写が存在しない。そのため、周囲の溢れんばかりの才能に対しコンプレックスを抱いている様子が究極技の伝承仮面の男との最終決戦などでうかがえる。また人望もなく、図鑑所有者ながら他のメンバーのように「優秀なトレーナー」と評される事は皆無と言ってよく、オーキド博士や仲間達からの信頼が薄い事を内心気にしている素振りをしばしば見せている。また、第9章ではクルミから「ひとたび現れると必ず騒ぎを引き起こす、ワカバタウンが生んだトラブルメーカー！！」とまで言われている。ただし、良くも悪くも図鑑所有者であるだけの評価はされており、四天王のシバはゴールドの実力を認め、ジムリーダーのツクシはアルフの遺跡でのアルセウス戦にてゴールドに戦闘を任せていた。更に他の図鑑所有者は手も足も出なかったヤナギに対し、1人でデリバードを倒してヤナギの正体を暴き、目も見えなくさせた事から、単独で最もヤナギを追い詰めている。
初めの頃はシルバーと反目しあってばかりいたが、シルバーの過去が明かされるにつれて、徐々に共感を覚えるようになり、第6章・第9章では「シル公」や「ダチ公」等のあだ名で呼び、シルバーもゴールドを友として見るようになっている。アルセウスをめぐる騒動では、言葉を交わさずに作戦を行う等の連携を見せた。うずまき島以降、クリスタルと行動を共にしていくが、生真面目な性格には苦手意識を持っているようでもあり、作中では何かと喧嘩をする事も多い。ただし、詳細は不明だがクリスタルの新しい服を評価しようとしている描写がある（ただし、本人は恥ずかしさ故に口止めしようとしていた）。またアルセウスに語りかける際に、「自分は駄目でもクリス基準で人間に対する希望を持ってほしい」と願っており、人として尊敬に近い気持ちを抱いている。
第6章までは『金・銀・クリスタル』の男の子主人公と同じ服装をしていたが、第9章では『ハートゴールド・ソウルシルバー』の男の子主人公と同じ服装にコスチュームチェンジ。デザインは上記の男の子主人公がモデルではあるが、外見上の特徴として「前髪の一部をはねさせている」(これを命をかけて大切にしている)・「ゴーグルをしている」他、デザインに細かい違いが見られる。
第3章の後はなかなか再登場の機会に恵まれず、連載時は歴代図鑑所有者で1人だけ出番がない状態が長く続いたが(限定版が発売された27巻の時点では唯一未登場だが、限定版特典のアートボードにはしっかり描かれていた)第6章最終巻の29巻でようやく正式に再登場。その時の活躍の印象からか、2011年に行われた公式サイトの人気投票では当初から人気のあるルビーやイエローをも上回り、見事2位を獲得した。

## 劇中での活躍
第3章(金・銀・クリスタル編)
ウツギ研究所の騒動でのシルバーとの出会いをキッカケにジョウト地方の旅に出る。シルバーに対抗するためオーキド博士にポケモン図鑑を譲ってもらうようねだり、最初は拒否されたがポケモンへの考え方を認められた事でポケモン図鑑を譲り受け、ワニノコを盗んだシルバーを追い出発する。ウバメの森で「仮面の男」と遭遇するも全く歯が立たず実力不足を痛感する。その後育て屋での修行を経てエンジュシティではシルバーとの共闘でロケット団残党と交戦した。いかりの湖における2度目の「仮面の男」の戦いで敗れた後は氷漬けにされ、意識を失うがエンテイの力により3週間後うずまき島にて目覚める。そこでクリスタルと出会い、図鑑所有者として3人で暴走するルギアの捕獲に挑んだ。
その後はオーキド博士の頼みで、「仮面の男」の野望を阻止する為にポケモンリーグへ向かう。その後ホウオウとルギアを従えた「仮面の男」との戦いでは敗れるも、「仮面の男」を追いメンバー総動員の攻撃で「仮面の男」の正体がヤナギである事を突き止める。一度は「時間のはざま」に封印されてしまったが、最終的に名前のないピチューを使い、他の図鑑所有者達の援護を受けて「時間のはざま」でヤナギの野望を阻止した。その後、シルバーに勝てる実力をつけるためにレッドと共にシロガネ山に修行に向かった。なお第9章での回想シーンによるとラジオ塔のディレクターが取材に訪れていた模様。詳しい内容は『ポケモン・ザ・コミック』に描かれている。
第6章(エメラルド編)
終盤、バトルタワーでクリスタルと共にエメラルドら後輩達に合流する。（合流当初はガイルの鎧を左右反転させた物を着ている。そのためエメラルド達はガイルと勘違いしていた。）石化した仲間達を救うためエメラルド・ルビー・サファイア・クリスタルを率いるリーダー格として共にガイルへと立ち向かい、バトルフロンティアの危機を救った。本来の熱さに加えてクールな印象を醸し、エメラルドに自分の本当の意思を悟らせるきっかけを与えるなど、精神的に成長した面がうかがえ、初対面ながら先輩としてエメラルドを大きくサポートした。その際シロガネ山で稽古を付けてもらったレッドと即席でのコンビネーション技を披露している。
第9章(ハートゴールド・ソウルシルバー編)
オーキド博士からの依頼を受けて、ワタルと会う為にポケスロン会場に出向き、実力を示しワタルの信頼を得る為に競技に挑み、瞬く間に全コース制覇を成し遂げる。その後会場に乱入し暴れ狂うカイリューを四天王と共に鎮圧。暴走していたカイリューがワタルの手持ちだと気付き、シバからカイリューを託されエンジュシティに向かう。「千里眼」を持つマツバに頼み、ワタルのマントの切れ端から居場所を見つけて貰うように依頼をする。エンジュジムを破壊したアルセウスを追い向かったアルフの遺跡でワタルと出会い、その直後アルセウスと対決する。アルセウスとの戦いの中で、ゴールド自身がトゲたろうに心を開いていない事に気付き、真の信頼を込めて「アルセウスをぶったおしてこい」と指示を出し、戦いに終止符を打った。
その後育て屋の老夫婦の下へ行き、レッドのゴン・エメラルドのカビゴン♀の間に発見されたタマゴを孵したようである。
第13章（オメガルビー・アルファサファイア編）
究極技の特訓中に起きた事故がキワメの回想という形で語られた。また、巨大隕石襲来直前にはエメラルドの要請を受け、センリと共にジョウト地方で隕石の破片を迎え撃つことになる。
第8章(プラチナ編)
エピローグにて、育て屋爺さんによって存在を伝えられる。

## 所有ポケモン
手持ち・控え共に第13章時のメンバー。ポケモンの種族名から一部を取り、そこに♂♀関係なく○○たろうをつけてニックネームとしている。
また、第3章での仮面の男(ヤナギ)との戦闘時、全員に「きあいのハチマキ」を持たせている。

### 手持ち
バクたろう
- ヒノアラシ♂→マグマラシ♂→バクフーン♂ Lv.84
- 特性：もうか 性格：わんぱく 個性：ちょっとおこりっぽい
- 技："えんまく"・"かえんぐるま"・"かえんほうしゃ"・"かげぶんしん"・"たいあたり"・"ひのこ"・"ブラストバーン"
- 初登場：第93話 VSニューラ

元はウツギ博士の下でワニノコ・チコリータと共に研究されていたが、シルバーに奪われたワニノコを取り戻すためゴールドのパートナーとなり、「背中がバクハツしている」事から「バクたろう」と名づけられた。
育て屋の老夫婦の修行を経てマグマラシに、うずまき島のルギア戦でバクフーンに進化した。その後はゴールドの長距離移動手段としても場面も出てきた。
ゴールドの主戦力で戦闘では一番に出される事が多く、第3章ではキマたろうのサポートにより「仮面の男」の氷の身体を一時的ながらも溶かし、第6章では更にキワメから「炎の究極技」"ブラストバーン"を習得し、フロンティアブレーン4人がかりの攻撃をも弾いたガイルの剣による防御を破るほどの力を身につけ、グリーンのリザードン・サファイアのちゃも（バシャーモ）と共に"ブラストバーン"を放った。
エーたろう
- エイパム♂→エテボース♂ Lv.83
- 特性：にげあし→テクニシャン 性格：むじゃき 個性：イタズラがすき
- 技："いばる"・"こうそくいどう"・"ダブルアタック"・"バトンタッチ"・"ひっかく"・"みだれひっかき"
- 初登場：第91話 VSヤミカラス

ゴールドとは生まれた頃から共に過ごした「家族」であり、唯一ロケット団に盗まれなかった事からシルバー戦でも共に戦い、旅に出る際にも同行した。いたずら好きで、ゴールドと共に悪事を働き、ときに悪事を暴く事もある。
戦闘力は低めだが、手より器用な尻尾を駆使した様々な特技やトリッキーな技により、仲間をサポートする。
第9章ではエンジュシティでトレーニング中に"ダブルアタック"を覚えて進化した。
ニョたろう
- ニョロモ♂→ニョロゾ♂→ニョロトノ♂ Lv.80
- 特性：ちょすい 性格：れいせい 個性：うたれづよい
- 技："うずしお"・"おうふくビンタ"・"かわらわり"・"さいみんじゅつ"・"とびはねる"・"ばくれつパンチ"・"ほろびのうた"・"みずでっぽう"
- 初登場：第91話 VSヤミカラス

エーたろう同様、ゴールドとは生まれた頃から共に過ごした「家族」であり、登場早々ロケット団にボールの入ったリュックごと盗まれ、リュックは川に捨てられたが、チャックが開いていたためにボールに入ったまま川に流され行方不明になってしまう。後に野生のグランブルがため込んでいたボールの中から見つかり、手持ちに加わる。
崩れかけたスズの塔でニョロゾに進化した直後、育て屋老夫婦から貰った「おうじゃのしるし」を持っているのを見たシルバーの機転で交換され、ニョロトノに進化した。攻撃と変化技の手段が増え、"ほろびのうた"で相打ちになりながらヤナギのデリバードを唯一倒している。
第6章では、レッドのニョロ（ニョロボン）との連携攻撃でガイルを追い詰める活躍を見せる。
ウーたろう
- ウソッキー♂ Lv.78
- 特性：がんじょう 性格：ようき 個性：いねむりがおおい
- 技："がんせきふうじ"・"けたぐり"・"じたばた"・"どろかけ"・"ばくれつパンチ"・"ものまね"
- 初登場：第106話 VSウソッキー

野生のサイドンに怯えて隠れていたが、ゴールドの励ましにより奇襲作戦で倒す事に成功。その後ゴールドを慕って付いて行き、手持ちとなる。
人助けをしたり、ホウオウに一矢報いたり、「仮面の男」を取り押さえるなど、単体での活躍が多い。"けたぐり"を繰り出す時は足を長く伸ばしている。
キマたろう
- ヒマナッツ♀→キマワリ♀ Lv.75
- 特性：ようりょくそ 性格：まじめ 個性：とてもきちょうめん
- 技："ギガドレイン"・"ソーラービーム"・"せいちょう"・"にほんばれ"・"フラッシュ"・"メガドレイン"
- 初登場：第99話　VSヒマナッツ

キキョウシティ周辺で、野生のエアームドから逃げ回っていたヒマナッツの群れの中の1匹。ポーカーフェイスながら、他人を放っておけない生真面目な性格から「キマたろう」と名付けられる。
ヒマナッツ当時は高いジャンプ力を誇っていて、飛行中の鳥ポケモンの高度に届くほど。「仮面の男」との戦いで「たいようのいし」の成分が含まれた“陽光線”を浴びて進化する。バトルでは"にほんばれ"でバクたろうをサポートする役を担う。
ピチュの加入により第6章では控えになったが、第9章で再び手持ちに入る。
トゲたろう
- トゲピー♂→トゲチック♂→トゲキッス♂ Lv.81
- 特性：はりきり 性格：やんちゃ 個性：まけずぎらい
- 技："すてみタックル"・"そらをとぶ"・"ゆびをふる"
- 初登場：第107話 VSグライガー

ウツギ博士から預かったタマゴ（アサギジムリーダー・ミカンのトゲチック2匹から発見）から、コガネシティ周辺で孵化。ゴールドのがさつで荒っぽい性格を受け継いでいる為か、通常のトゲピーと違い目つきがかなり鋭く、ゴールドと同じく趣味はゲームやギャンブル。負けん気が強く、第9章のポケスロンで大活躍した。
トゲピーとは思えないほどの強さを誇り、特に"すてみタックル"は非常に強力。第3章ではこの技でシルバーが借りていたワタルのバンギラスを反動で相打ちとなりながらも倒し、第9章ではワタルがやられて我を失い暴走していたカイリューの"はかいこうせん"をボール内で受けつつ破壊されるぎりぎりまで耐え、一撃で気絶させている。
マンたろうの加入によりしばらくは控えになったが、第9章はキマたろうと共に手持ちに加わる。
「イマイチ」ゴールドに心を開き切っていない（単純に懐いていない）様子で、エーたろうが進化した時は自分がなかなか進化できない事を悔しがっていたが、その理由が「ここ1番の戦い」において補欠扱いされていた事に対するものだった。その事に気付いたゴールドの言葉によりトゲチックへ進化、同時にワタルから貰っていた「ひかりのいし」でトゲキッスへと2段階の進化を遂げ、アルセウスに"すてみタックル"を決めた。その後、飛行能力を得た事でゴールドの新たな飛行要員となる。

### 控え
マンたろう
- マンタイン♂
- 特性：ちょすい 性格：おだやか
- 初登場：第147話 VSルギア［中編］

うずまき島周辺で、ルギアの攻撃に巻き込まれていた所を救出のため捕獲する。
クリスタルが捕獲し釣り人のヒデノリから預かったテッポウオ20匹をヒレに付け、"みずでっぽう"を一斉に噴射させることによってハンググライダーのように空を飛ぶことができる。公式ホームページによれば「海へ、空中へゴールドを運ぶ」とあり、"なみのり"も使えると思われる。
第3章中盤から第6章までにかけて飛行要員として活躍。第9章ではトゲたろうと入れ替わりで控えに回る。
ピチュ
- ピチュー♂
- 特性：せいでんき 性格：やんちゃ
- 技："フラッシュ"・"ボルテッカー"
- 初登場：第178話 最終決戦Ⅶ

レッドのピカ・イエローのチュチュのタマゴから生まれた。ゴールドが孵化させたため、図鑑はゴールドがピチュのトレーナーと認識している。名付け親はイエローで、ニックネームの由来はピカとチュチュの子供だから。ゴールドのトレーナー能力の影響か、ゴールドのように前髪がはねている。
第3章で登場した"超（スーパー）ライジングサンダー"の元ネタはポケモンカードの「R団のライコウ」の技であり、ライコウと共にいたピチュはそのエネルギーを受け継いで放つことができたが、『ポケモン・ザ・コミック』においてそれが"ボルテッカー"である事が判明している。つまり、図鑑所有者のポケモンの中で最初に究極技を覚えた。
第6章ではピカ・チュチュと共に「海の魔物」を水中から引きずり出し、3匹で繰り出した「電気の究極技」"ボルテッカー"が打ち倒す決定打となった。
第9章ではセレビィに協力し、ウバメの森でギザみみピチュー（♀）と共に、サカキの病を治す為の薬の材料集めをしていた。

### 一時手持ち
キングドラ（シルバー）
- シードラ♀→キングドラ♀

ピカ（レッド）
- ピカチュウ♂

チュチュ（イエロー）
- ピカチュウ♀

カイリュー♂（ワタル）